# Ільїнська
Ільї́нська (рос. Ильинская) — присілок у складі Тарногського району Вологодської області, Росія. Входить до складу Спаського сільського поселення.

## Населення
Населення — 28 осіб (2010; 32 у 2002).
Національний склад (станом на 2002 рік):
- росіяни — 97 %